# Carburo di titanio
Il carburo di titanio è il composto binario di formula TiC. È un materiale ceramico refrattario estremamente duro (Mohs 9-9,5) simile al carburo di tungsteno. È l'unico carburo esistente nel sistema titanio-carbonio; insieme al carburo di tungsteno (WC) e al carburo di tantalio (TaC) è un importante componente dei carburi cementati usati per utensili da taglio.

## Struttura
Il carburo di titanio cristallizza con una struttura cubica a facce centrate, gruppo spaziale Fm3m, N. 225, con costante di reticolo a = 432,8 pm. Questa struttura è analoga a quella del cloruro di sodio; anche TiN e ZrN cristallizzano nella medesima struttura.
È un composto spesso non stechiometrico, ma tra TiC0,5 e TiC0,98 si ottengono campioni molto omogenei, dove parte delle posizioni dell'atomo di carbonio sono vacanti. Per queste caratteristiche TiC è classificato come carburo metallico interstiziale.

## Sintesi
Il carburo di titanio si può preparare in vari modi. La sintesi più usata fa reagire diossido di titanio con carbone a 2000 °C in atmosfera di idrogeno:
TiO2 + 3C → TiC + 2CO
Altrimenti si può procedere per sintesi diretta ad alta temperature a partire dagli elementi in forma di polvere:
Ti + C → TiC
o usare gas metano come fonte di carbonio:
Ti + CH4 → TiC + 2H2
Nella deposizione chimica da vapore (CVD) come materiale di partenza per il titanio si usa il tetracloruro di titanio, che è un composto molto volatile:
TiCl4 + CH4 → TiC + 4HCl
A volte si preferisce sintetizzare direttamente soluzioni solide di carburi di diversi metalli; questi materiali sono usati per fabbricare utensili:
TiO2 + WC + 3C → (Ti,W)C + 2CO

## Proprietà
Il carburo di titanio si presenta come una polvere grigia, praticamente insolubile in acqua, molto stabile in presenza di acidi e ossidanti, ma solubile in miscele di acido nitrico e acido fluoridrico. A temperatura molto elevata (>1000 °C) reagisce però con l'aria, formando TiO e TiN.

## Applicazioni
Il carburo di titanio è il più duro tra i carburi dei metalli di transizione, ma è troppo fragile per essere usato puro. Viene addizionato in percentuali del 5–30% (in peso) a carburi cementati a base di tungsteno per aumentare la durezza e la resistenza alle alte temperature di utensili da taglio. A volte TiC è usato per ricoprire le superfici da taglio di questi utensili. Punte di utensili da taglio senza tungsteno si possono ottenere combinando TiC, carburo di molibdeno e nichel.